# Grete Möller
Grete Möller, född Gissemann 10 juni 1915 i Köpenhamn, död 21 januari 2000 i Stockholm, var en dansk-svensk keramiker.
Hon var dotter till köpmannen Erik Gissemann och Janette Dagny Tengstedt samt gift 1943–1977 med keramikern Tom Möller. Hon studerade vid konsthantverksskolan i Köpenhamn och etablerade efter studierna en egen keramikateljé i Herlev utanför Köpenhamn 1934–1937. Efter sitt giftermål flyttade hon till Stockholm där hon tillsammans med sin man etablerade en keramisk verkstad 1943. Tillsammans med sin man ställde hon ut på NK 1947 och hon medverkade i utställningar i Seattle 1949 och New York 1952 samt i en större konsthantverksutställning på Liljevalchs konsthall. Hon tilldelades ett stipendium från Kungafonden 1957 och från Helge Ax:son Johnsons stiftelse 1959. Hennes keramik består av bruksföremål och dekorativt gods. Möller är representerad vid Victoria and Albert Museum i London och på Nationalmuseum i Stockholm.